# Zoológico de Hangzhou
El Zoológico de Hangzhou (en chino: 杭州动物园, en piyin: Hángzhōu Dòngwùyuán) es un zoológico ubicado en Hangzhou, provincia de Zhejiang, China.

## Historia
El Zoológico de Hangzhou se inauguró oficialmente en 1958. En junio de 2020, el zoológico pasó por reformas organizativas y comenzó a cooperar con el Parque Infantil de Hangzhou. En la actualidad, ambos parques cubren una superficie total de 178 hectáreas y reciben una asistencia anual promedio de más de 2,3 millones de turistas. 

### Vídeo viral del oso malayo
En 2023, el zoológico ganó interés internacional después de que un video publicado en la plataforma Douyin se volviera viral. En él, 'Angela', una de sus osas malayas hembras, fue vista de pie y agitando su pata hacia la multitud. Varios usuarios de Internet especularon que el oso estaba actuando demasiado como un humano y señalaron que el oso parecía tener pliegues de piel flácida en su trasero, lo que dio lugar a teorías conspirativas de que la osa era en realidad una persona dentro de un disfraz de oso.
Sin embargo, el Zoológico de Hangzhou lo negó y afirmó que la gente "no entiende" a la especie. Además, varios expertos en animales de zoológicos occidentales, incluido el experto en animales del Zoológico de Miami, Ron Magill, y la supervisora de vida silvestre del Zoológico y Acuario Nacional de Canberra, Sophie Dentrinos, descartaron más tarde las teorías de conspiración y dijeron a los periodistas que pueden decir que el oso en el zoológico de Hangzhou era auténtico, explicando que esta especie de oso naturalmente tiene mucha piel suelta como una adaptación natural contra los depredadores, y no era extraño que los osos pudieran pararse derechos sobre sus patas traseras.
Después de la amplia cobertura mediática del polémico vídeo, el Zoológico de Hangzhou experimentó un aumento del número de asistentes del 30% hasta aproximadamente 20.000 al día.